# What If (film 2013)
What If è un film del 2013 diretto da Michael Dowse.
Il film è una commedia romantica il cui soggetto è tratto dalla commedia Toothpaste and Cigars di TJ Dawe e Michael Rinaldi.
Venne presentato al Toronto International Film Festival del 2013 ed ebbe due candidature ai Canadian Screen Awards del 2014 dove Elan Mastai ottenne il premio per la miglior sceneggiatura non originale.

## Trama
Wallace vive a Toronto con la sorella e un nipotino e, dopo aver chiuso una relazione importante, ha abbandonato gli studi di medicina dandosi ad un lavoro che non lo soddisfa. Una sera ad una festa conosce Chantry, la cugina del suo miglior amico Allan, con la quale ha da subito un bel feeling nonché una certa attrazione. A fine serata lei gli dice che è fidanzata da cinque anni con Ben, avvocato in carriera, frenandone possibili ulteriori passi avanti.
Il destino li fa ritrovare e i due cominciano a frequentarsi diventando grandi amici. Lei è un'apprezzata disegnatrice in una grande società di animazione e rifiuta una promozione per non turbare uno status che la vede serena e soddisfatta.
Più tardi è il suo fidanzato Ben ad avere un'uguale opportunità di lavoro, che richiede però un trasferimento a Dublino per sei mesi, eppure Chantry non lo ostacola. Senza Ben, il rapporto di amicizia tra i due matura ancora di più e Wallace, soprattutto, si interroga sul suo futuro non trovando risposte adeguate. Non vuole rovinare l'amicizia, ma non vuole nemmeno continuare a mentire a Chantry che d'altronde intende rispettare nella sua volontà di essere fedele al suo fidanzato.
L'amico Allan e sua moglie Nicole, dopo un'uscita a quattro fanno in modo che Wallace e Chantry rimangano soli in una circostanza particolarmente romantica. Nessuno dei due può più negare l'attrazione per l'altro ma in definitiva lei è indispettita dallo scherzo pesante e a rimetterci è la bella amicizia.
A Chantry viene riproposta la promozione che comporta un trasferimento semipermanente a Taiwan e stavolta prende del tempo per riflettere. Vola a Dublino dove scopre di non avere più molto in comune con Ben. Frattanto Wallace decide di dichiararsi a Chantry e, dopo un giro a vuoto a Dublino, le confessa i suoi sentimenti. Lei è sempre più confusa e gli dà del bugiardo per essersi mascherato per mesi da amico, così i due tornano a separarsi.
Divisi e sofferenti, entrambi danno una svolta alla propria vita. Wallace torna a studiare medicina e Chantry accetta la promozione. Alla festa di addio prima della partenza per l'Asia, sono presenti tutti meno Wallace che però, a fine serata, si presenta per salutarla. Chantry regala a Wallace un panino Fool's Gold, legato al ricordo del loro primo incontro. Lui, esterrefatto, scopre che è esattamente l'identico pensierino che aveva fatto a lei: non possono più negarsi di essere fatti l'uno per l'altra, ed in effetti, diciotto mesi dopo, tornati da Taiwan si sposano e si promettono eterno amore.

## Produzione
Il film è stato intitolato inizialmente The F Word, titolo rimasto poi solo per la distribuzione nel Canada anglofono.
Le riprese hanno avuto luogo a Toronto a partire dall'agosto 2012 per sei settimane, quindi il set si è spostato a Dublino dove sono durate appena tre giorni.

## Cultura di massa
Nei dialoghi fra i vari protagonisti si fa riferimento anche ad alcuni argomenti popolari, a metà strada tra il pettegolezzo e la leggenda metropolitana. In particolare assume un certo rilievo nella stessa trama la disquisizione su un panino, il cosiddetto Fool's Gold Loaf, che potrebbe essere stato l'ultimo pasto di Elvis Presley, la cui morte sarebbe stata causata da una costipazione resa fatale forse proprio dall'ingestione di uno di questi giganteschi panini a base di burro di arachidi, marmellata d'uva e bacon, di cui era ghiotto.